# Vital Idol
| Recensione  | Giudizio |
| ----------- | -------- |
| MusicBrainz |          |
| Discogs     |          |
| AllMusic    |          |

Vital Idol è un album di remix del cantante britannico Billy Idol pubblicato originariamente nel giugno 1985.

## Tracce
1. White Wedding (Parts I & II) (Shot Gun Mix)
2. Dancing with Myself (Uptown Mix)
3. Flesh for Fantasy (Below The Belt Mix)
4. Catch My Fall (Remix Fix)
5. Mony Mony (Downtown Mix)
6. Love Calling (Rub A Dub Dub Mix)
7. Hot in the City (Exterminator Mix)